# Eridolius sinensis
Eridolius sinensis är en stekelart som beskrevs av Gupta 1993. Eridolius sinensis ingår i släktet Eridolius och familjen brokparasitsteklar. Inga underarter finns listade i Catalogue of Life.